# مارسلا آلتهاوس رید
مارسلا آلتهاوس رید (روساریو، سانتا فه، آرژانتین ۱۱ مه ۱۹۵۲ – ادینبورگ، اسکاتلند ۲۰ فوریه ۲۰۰۹) استاد آرژانتینی الهیات زمینه‌ای در کالج نیو، دانشگاه ادینبرو بود. هنگامی که منصوب شد، او تنها استاد زن الهیات در دانشگاه اسکاتلند و اولین زن استاد الهیات در نیو کالج در تاریخ ۱۶۰ ساله آن بود.
او در روساریو به دنیا آمد و با مدرک لیسانس الهیات از ISEDET فارغ‌التحصیل شد، مؤسسه دانشگاه پروتستان در بوئنوس آیرس. او دکترای خود را به پایان رساند. در دانشگاه سنت اندروز اسکاتلند علایق او شامل الهیات آزادی‌بخش، الهیات فمینیستی بود.

## زندگی
آلتوس رید در روساریو، آرژانتین به دنیا آمد. او در بوئنوس آیرس بزرگ شد و در آنجا با مدرک لیسانس الهیات از مؤسسه الهیات کلیسایی دانشگاهی در بوئنوس آیرس (ISEDET) فارغ‌التحصیل شد، با گرایش به الهیات آزادی‌بخش. او نزد الهیدانان آزادی از جمله خوزه میگوئز بونینو و خوزه سورینو کرواتو مطالعه کرد.
او یکی از اعضای کلیسای متدیست انجیلی آرژانتین بود. او از روش‌های پائولو فریره پیروی کرد و پروژه‌های اجتماعی و اجتماعی را با حمایت کلیسا در محله‌های فقیرنشین بوئنوس آیرس انجام داد. با توجه به تجربه و دستاوردهایش در این زمینه، آلتوس رید به اسکاتلند دعوت شد، جایی که در محله‌های فقیر نشین داندی و پرث کار کرد و پروژه‌هایی را با الهام از آموزش‌های آزادی خواهانه فریره هماهنگ کرد.
او دکترای خود را در سال ۱۹۹۴ در دانشگاه سنت اندروز اسکاتلند به پایان رساند و تز دکترای خود را در مورد تأثیر پل ریکور در روش‌شناسی الهیات رآزادی‌بخش نوشت. علایق آکادمیک او شامل الهیات آزادی‌بخش، الهیات فمینیستی بود. پس از آن، او به عنوان استاد الهیات زمینه‌ای در کالج نیو، دانشگاه ادینبورگ منصوب شد.
آلتوس رید در ۲۰ فوریه ۲۰۰۹ در ادینبورگ، اسکاتلند، جایی که از سال ۱۹۸۶ در آنجا زندگی می‌کرد، درگذشت. او در زمان مرگش مدیر انجمن بین‌المللی الهیات کوییر، مدیر پروژه الهیات کوئیر در دانشگاه ادینبورگ و عضو کلیسای جامعه متروپولیتن بود. در سال‌های آخر زندگی‌اش، او با ایوان پترلا، الهی‌دان آرژانتینی، برای تبلیغ الهیات آزادی‌بخش در دنیای انگلیسی‌زبان همکاری کرد. او همچنین دستیار سردبیر مجله مطالعات مسیحیت جهانی و عضو هیئت تحریریه مجله کنسیلیوم بود.

## اندیشه‌ها
آلتوس رید شاید بیشتر به خاطر کارش در سال ۲۰۰۲ در الهیات ناپسند شناخته شده باشد، که در آن فمینیست‌ها را در استفاده از زبان جنسی و صریح به چالش کشید. او استدلال کرد که رابطه جنسی توسط یک جهان بینی مردسالارانه ساخته شده است که زیربنای بسیاری از جنایات بزرگ جهان است. از این رو، باکره بودن مریم باکره باید «بی‌شرف» باشد، زیرا زندگی بسیاری از زنان فقیر را پنهان می‌کند که، او توصیف می‌کند، به ندرت باکره هستند.
او همچنین در مورد «مسیح ناشایست» صحبت می‌کند، به موجب آن یک مسیح‌شناسی کنوتیک از خود تهی شدن خدا و تجسم در مسیح و تمایلات جنسی انسان صحبت می‌کند. او توضیح می‌دهد که [عیسی] به‌عنوان مردی دگرجنس‌گرا (مجرد) لباس الهیاتی پوشیده است. در عوض، او در مورد دوجنسیتی مسیح به عنوان یک درک فراگیر از تجسم صحبت می‌کند. او می‌خواهد برای یک مسیح‌شناسی بزرگ‌تر استدلال کند که عیسی را در جنسیت‌ها، جنسیت‌ها و موقعیت‌های اقتصادی پسامدرن بازنمایی می‌کند. این انتقادی است که او علیه الاهیات آزادیبخش آمریکای لاتین داشت، که او آن را به عنوان ناتوانی در پرداختن به مسائل جنسیتی و جنسی در کنار مسئله فتح و استعمار قاره آمریکا می‌دانست.